# Verwaltungsgemeinschaft Erbendorf
Die Verwaltungsgemeinschaft Erbendorf im Oberpfälzer Landkreis Tirschenreuth wurde im Zuge der Gemeindegebietsreform am 1. Mai 1978 gegründet. Zum 1. Januar 1980 wurde die Stadt Erbendorf entlassen. Der Sitz der Verwaltungsgemeinschaft wurde mit gleicher Wirkung nach Krummennaab verlegt und die Körperschaft in Verwaltungsgemeinschaft Krummennaab umbenannt.